# Meeteetse, Wyoming
Meeteetse, Wyoming (енгл. Meeteetse) град је у америчкој савезној држави Вајоминг.

## Демографија
По попису из 2010. године број становника је 327, што је 24 (-6,8%) становника мање него 2000. године.
| Група             | 2000.       | 2010.       |
| Белци             | 336 (95,7%) | 315 (96,3%) |
| Афроамериканци    | 0 (0,0%)    | 2 (0,6%)    |
| Азијати           | 0 (0,0%)    | 0 (0,0%)    |
| Хиспаноамериканци | 9 (2,6%)    | 6 (1,8%)    |
| Укупно            | 351         | 327         |